# Морозовское сельское поселение (Эртильский район)
Морозовское сельское поселение — муниципальное образование в Эртильском районе Воронежской области.
Административный центр — посёлок Марьевка.

## Административное деление
В состав поселения входят:
- посёлок Марьевка,
- посёлок Красинка,
- посёлок Морозовка,
- посёлок Прудки,
- село Шукавка.